# Großsteingrab Wendhof
Das Großsteingrab Wendhof ist eine megalithische Grabanlage der jungsteinzeitlichen Trichterbecherkultur bei Wendhof, einem Ortsteil von Göhren-Lebbin im Landkreis Mecklenburgische Seenplatte (Mecklenburg-Vorpommern). Es trägt die Sprockhoff-Nummer 434.

## Lage
Das Grab befindet sich etwa 1,3 km südöstlich von Wendhof in einem Waldstück, direkt nördlich eines Weges. Nordwestlich befand sich das vermutlich im frühen 20. Jahrhundert zerstörte Großsteingrab Lebbin, westlich oder südwestlich lagen die Großsteingräber bei Poppentin, südlich das Großsteingrab Sietow und östlich die Großsteingräber bei Sembzin (alle im 19. Jahrhundert zerstört).

## Beschreibung
Die Anlage besitzt eine etwa nord-südlich orientierte, ursprünglich von einem Rollsteinhügel ummantelte Grabkammer, bei der es sich um einen erweiterten Dolmen handelt. Alle Steine sind noch vorhanden. Der nördliche Abschlussstein, der nördliche Wandstein der westlichen Langseite und der südliche Stein der östlichen Langseite stehen noch in situ. Die beiden anderen Steine der Langseiten sind verschoben. Der südliche Abschlussstein liegt verschleppt ein Stück abseits der Kammer. Er ist nur etwa halb so groß wie sein Gegenstück, sodass im Süden der Eingang angenommen werden kann. Die beiden Decksteine sind ins Innere der Kammer gesunken. Die Grabkammer hat eine Länge von 2 m und eine Breite von 1,3 m.